# Sulz (Argovie)
Pour les articles homonymes, voir Sulz.
Sulz est une localité de Laufenburg et une ancienne commune du canton d'Argovie en Suisse.

## Histoire
Depuis le 1er janvier 2010, la commune de Sulz est intégrée à la commune de Laufenburg. Son ancien numéro OFS est le 4178.

## Références

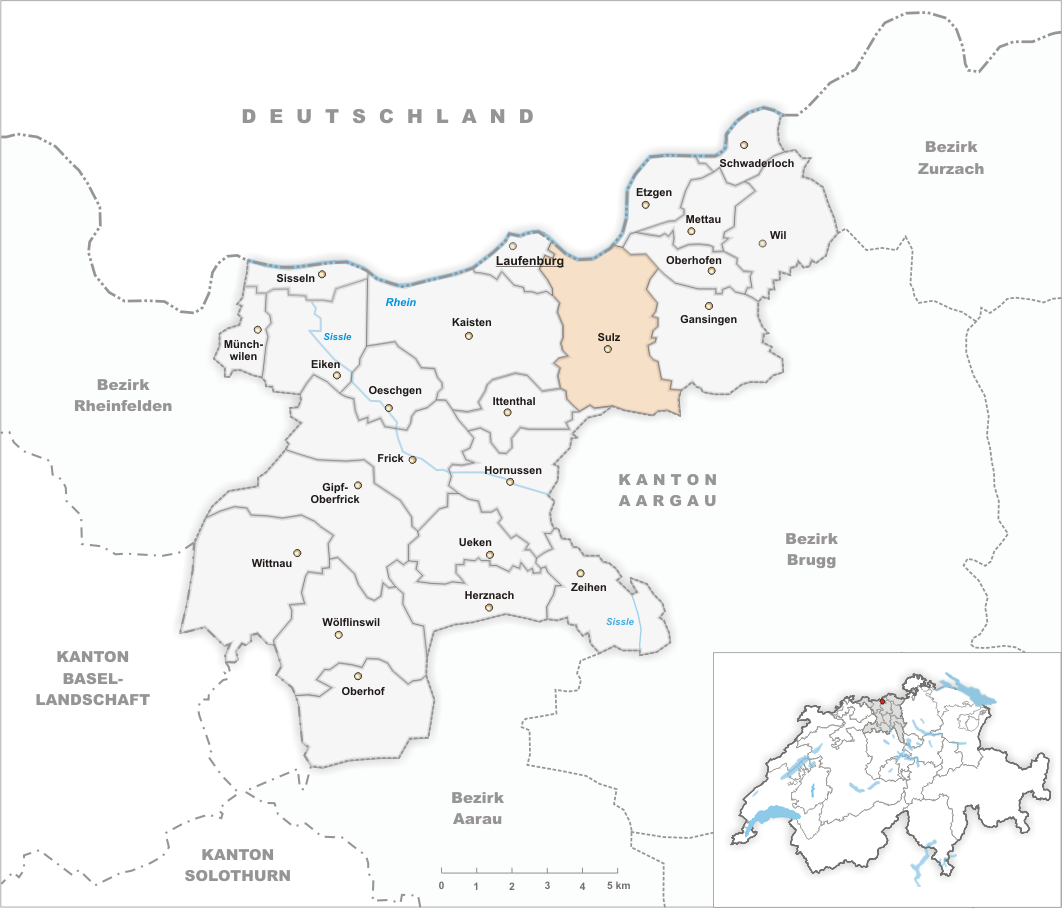
Carte de l'ancienne commune dans le district de Laufenburg